# Polyphaga plancyi
Polyphaga plancyi är en kackerlacksart som beskrevs av Bolívar 1882. Polyphaga plancyi ingår i släktet Polyphaga och familjen Polyphagidae. Inga underarter finns listade i Catalogue of Life.